# Michael Matthews
Michael James Matthews (n. 26 septembrie 1990, Canberra, Australian Capital Territory, Australia) este un ciclist profesionist australian pe șosea și pe pistă, care concurează în prezent pentru Team BikeExchange–Jayco, echipă licențiată UCI WorldTeam.

## Rezultate în Marile Tururi

### Turul Italiei
4 participări
- 2014: nu a terminat competiția, câștigător al etapelor 1 și a 6-a
- 2015: nu a terminat competiția, câștigător al etapelor 1 și a 3-a
- 2020: nu a terminat competiția
- 2023: câștigător al etapei a 3-a, locul 63

### Turul Franței
7 participări
- 2015: locul 152
- 2016: locul 110, câștigător al etapei a 10-a
- 2017: locul 69, câștigător al etapelor a 14-a și a 16-a
- 2018: nu a terminat competiția
- 2019: locul 67
- 2021: locul 79
- 2022: locul 78, câștigător al etapei a 15-a

### Turul Spaniei
3 participări
- 2013: locul 110, câștigător al etapelor a 5-a și a 21-a
- 2014: locul 75, câștigător al etapei a 3-a
- 2021: locul 70